# Lourenço de Almeida
Lourenço de Almeida (né en 1480 à Martim, mort en mars 1508 à Chaul), est un militaire et explorateur portugais.

## Biographie
Il est le fils du vice-roi des Indes portugaises Francisco de Almeida et de Brites Pereira.
Il est surnommé "diable blond" ("diabo louro") et faisait deux mètres de haut[réf. nécessaire].
Il combat notamment à Tanger en 1501 et arrive à Ceylan (aujourd'hui Sri Lanka) en 1506, où il soumet le roi et permet l'accès des Portugais au commerce de la cannelle.
Son père lui confie plusieurs missions, dont celle de défaire la puissante flotte du zamorin de Calicut, lors de la bataille de Cannanore (1506).
Début 1508, Lourenço de Almeida, chef d'une flotte de huit navires, fait voile vers le port de Chaul pour protéger les navires de Cochin et de Cannanore, mais surpris par une flotte dirigée par le mamelouk égyptien Mirocem, il meurt dans la bataille de Chaul.